# Thea Garrett

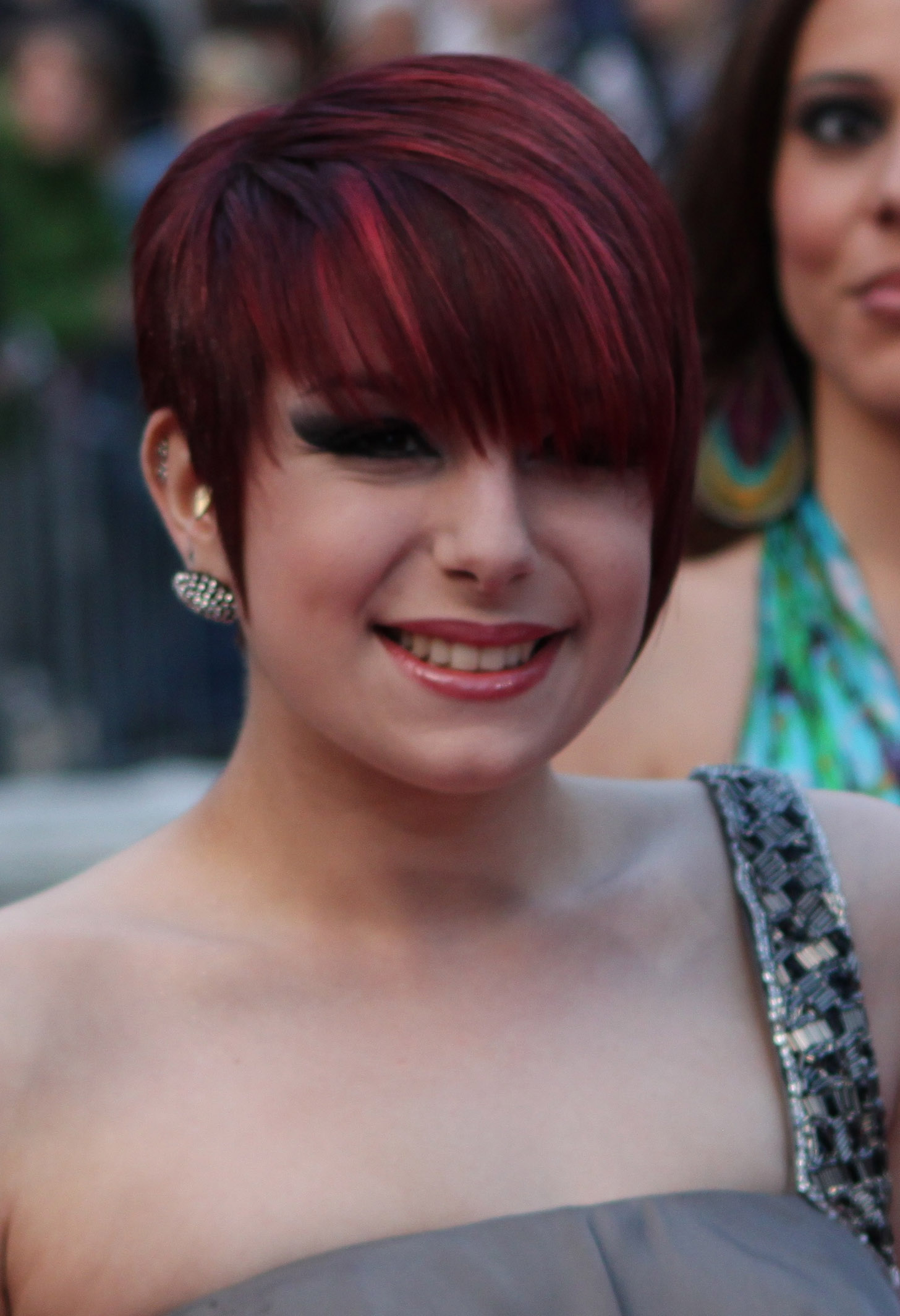
Thea Garrett no Oslo (em 2010)

Thea Garrett é uma cantora de Malta.
Irá representar o seu país, Malta, no Festival Eurovisão da Canção 2010, em Oslo, Noruega, com a música My Dream, cantada exclusivamente em inglês.